# Rosa Gilissen-Vanmarcke
 (janvier 2011).
Si vous disposez d'ouvrages ou d'articles de référence ou si vous connaissez des sites web de qualité traitant du thème abordé ici, merci de compléter l'article en donnant les références utiles à sa vérifiabilité et en les liant à la section « Notes et références ».
Rosa Gilissen-Vanmarcke, née le 7 mars 1944 à Menin en Belgique, est une sculpteur monumentale belge.
Elle a vécu longtemps en Allemagne et vit maintenant en France.

## Biographie
Elle fait des études de la céramique, sculpture et couture à l’Académie des arts de Courtrai (1961-1963) puis de couture à l’École technique jusqu’en 1964.
Dans les années 1960, elle fait des dessins pour les couvertures du magazine absenties à Louvain et en 1968, fonde l’union des arts Apollo-Kring dans la même ville. Durant la période 1971–1978 où naissent ses deux enfants, elle déménage aux Pays-Bas puis en Allemagne.
Depuis 1994, elle fait des études au Studio d’Éducation des Arts à l’université de Bonn et participe aux symposiums (sculpture métallique, souder). En 1998 elle obtient le 6e prix de la galerie am Brunnen à Bergisch-Gladbach et, en 1999, effectue une étude de sculpture en plâtre pour l'Académie d’été européenne de Trêves (Allemagne).
En 2000, sont inaugurées deux sculptures en bronze, titrées Communication, sur la place Raiffeisen à Much. Elle enseigne depuis cette date la plastique expérimentale au Studio d’Éducation des Arts à l’université de Bonn et en 2002 a lieu l'inauguration de deux sculptures en céramique Bart & Elfi à l’entrée du village de Belgentier en France.
La sculpture Torso Tombé est achetée en 2004 par la collection d’art d’Oberberg, Gummersbach et en 2005 est inaugurée la sculpture Un rêve, en bronze, à Nümbrecht puis en 2009, la sculpture Joie, en métal, dans le parc de Nümbrecht.
Elle s'est installée en octobre 2009 à Belgentier, et y a vécu jusqu'en 2021. Elle vit aujourd'hui à Solliès-Pont (Var)

## Expositions

### Individuelles
- 1966 : galerie Folklore, Paris
- depuis 1978 : foire Ambiente - Tendence, Francfort
- 1978 : théâtre Bühnenhaus, Gummersbach et mairie de Nümbrecht (Allemagne)
- 1979 : bibliothèque Gummersbach et à la bibliothèque Nümbrecht
- 1980 : Château Homburg, Nümbrecht
- 1999 : Fondation Theo Fliedner, Waldruhe
- 2000 : Maison des Visiteurs, Reichshof  et banque Raiffeisenbank, Wiehl
- 2001 : mairie Wiehl  et avec des grandes sculptures au Parc de la Technologie, Bergisch Gladbach
- 2002 : Galerie Neustadtfenster, Bergneustadt
- 2003 : Parc Peiresc, Belgentier
- 2005 : Beethovenhalle, Bonn
- 2006 : Theatergalerie, Gummersbach
- 2010 : La Londe-les-Maures (France) et Maison  des Arts, Nümbrecht
- 2012 : Château de Solliès-Pont (Var)
- 2015 : Devant le Château de Solliès-Pont (Var), 6 sculpture monumentales en bronze; exposition permanente de céramique dans la jardin du parc du Château.
- 2016 : "Couple", sculpture en béton armée. Inauguration de square "Eugène et Walda VIÈS Justes parmi les Nations", Solliès-Pont (Var)
- 2016 : "La petite belle", sculpture en céramique Raku, Belgentier (Var).
- 2017 : "Pereisc", Château Pereisc, Belgentier (Var).
- 2019 : "La Famille", en fer, Parc du Jardin Marie Astoin, Solliès-Pont (Var).

### Communes
- 1966 : groupe artistique Apollo-Kring, Louvain (Belgique), galerie Folklore, Paris
- 1967 : centre culturel, Bruxelles
- 1968 : Salon des Arts 68, Louvain
- 1971 : Aiguille d’Or, Leyde (Pays-Bas)
- 1978 : Bühnenhaus, Gummersbach
- 1979 : 4e Foire des Arts, Much (Allemagne)
- 1982 : galerie des Arts Bernice, Steyl (Pays-Bas)
- 1990 : Art Gallery, Francfort
- 1994 : Galerie Sichel, Esch (Luxembourg)
- 1997 : Galerie Langheinz, Darmstadt (Allemagne) et à la mairie et à l’église Saint-Martin, Much
- 1998 : Maison des Arts, Nümbrecht (Allemagne), Galerie am Brunnen, Bergisch-Gladbach (Allemagne) et à la Salle Polyvalente, Belgentier
- 1999 : Parc Peiresc, Belgentier et Artistes Aident par Homburgische Sparkasse, Wiehl
- 2000 : Refugium-Zentrum, Königswinter
- 2001 : Galerie Böhner, Mannheim (Allemagne); Têtes au Parc de la Technologie, Bergisch Gladbach (Allemagne) et Jours de la Région, Eiershagen (Allemagne)
- 2003 : Galerie am roten Rathaus, Berlin
- 2004 : Maison et Objet, ateliers des métiers et des arts, Paris
- 2006 : Haus Treffer, Klagenfurt (Autriche)
- 2007 : Art Fair, Francfort
- 2008 : Art Fair, Rheda-Wiedenbrück (Allemagne) et Centre Culturel à Collobrières (France)
- 2009 : 190 ans Bildende Kunst Universität Bonn (Allemagne) et Art Fair, Bad Salzuflen (Allemagne)

## Medailles d'Honneur et Prix
- 2015: La mairie de Solliès-Pont (Var)
- 2016: La mairie de Belgentier (Var)
- 2017: 'Talents des femmes', forum du casino, Hyères, 1er prix (Var)
- 2020: Élu comme membre de l'Académie du Var (F) Je fus élu maraine de la biennale de la sculpture à Solliès-Pont (Var)